# Marianne De Geer
Marianne De Geer af Leufsta, född 6 oktober 1893 i Rasbo i Uppsala län, död 31 juli 1978 i Stockholm, var en svensk friherrinna och luxemburgsk grevinna 1915–1935 då hon var gift med greve Carl Bernadotte af Wisborg, med vilken hon fick följande barn:
- Dagmar Bernadotte (född 10 april 1916, död 22 december 2019), gift 1936 med Nils-Magnus von Arbin (1910–1985)
- Nils Bernadotte (född 9 februari 1918, död 21 april 1920)
- Oscar Bernadotte (född 12 juli 1921, död 3 november 2018), gift 1) 1944–1950 med friherrinnan Ebba Gyllenkrok (1918–2009), gift 2) 1950 med tandläkaren Gertrud Sjöberg, född Ollén, (1916–1999)
- Catharina Bernadotte (född 14 april 1926, död 29 mars 2020[4]), gift 1948–1968 med Tore Nilert (1915–1997)

Genom Marianne De Geer kom Uppsala läns största privatägda gods, fideikommisset Frötuna, vilket dittills varit i ätten De Geers ägo, att övergå till ätten Bernadotte af Wisborg.
Efter skilsmässan från förste maken gifte hon om sig den 15 maj 1936 med finansmannen Marcus Wallenberg.